# 东瓜街道
东瓜街道，是中华人民共和国云南省楚雄彝族自治州楚雄市下辖的一个街道。
原为东瓜镇，2024年，云南省人民政府批复同意撤销东瓜镇，设立东瓜街道，11月14日正式挂牌。

## 行政区划
东瓜街道下辖以下地区：
邓官村、永安社区、东瓜社区、詹家社区、庄甸社区、车坪社区、桃园村、览经村、刘家村、永兴村、兴隆村和龙河村。